# Orchideenorden
Der Große Orden der Orchideenblüte (Ta Hsun Wei Lan Hua Chang) wurde am 19. April 1934 gestiftet und war eine Auszeichnung des Mandschurischen Kaiserreiches. Der Orden entsprach dabei in Annäherung an das Japanische Kaiserreich dem Chrysanthemenorden.

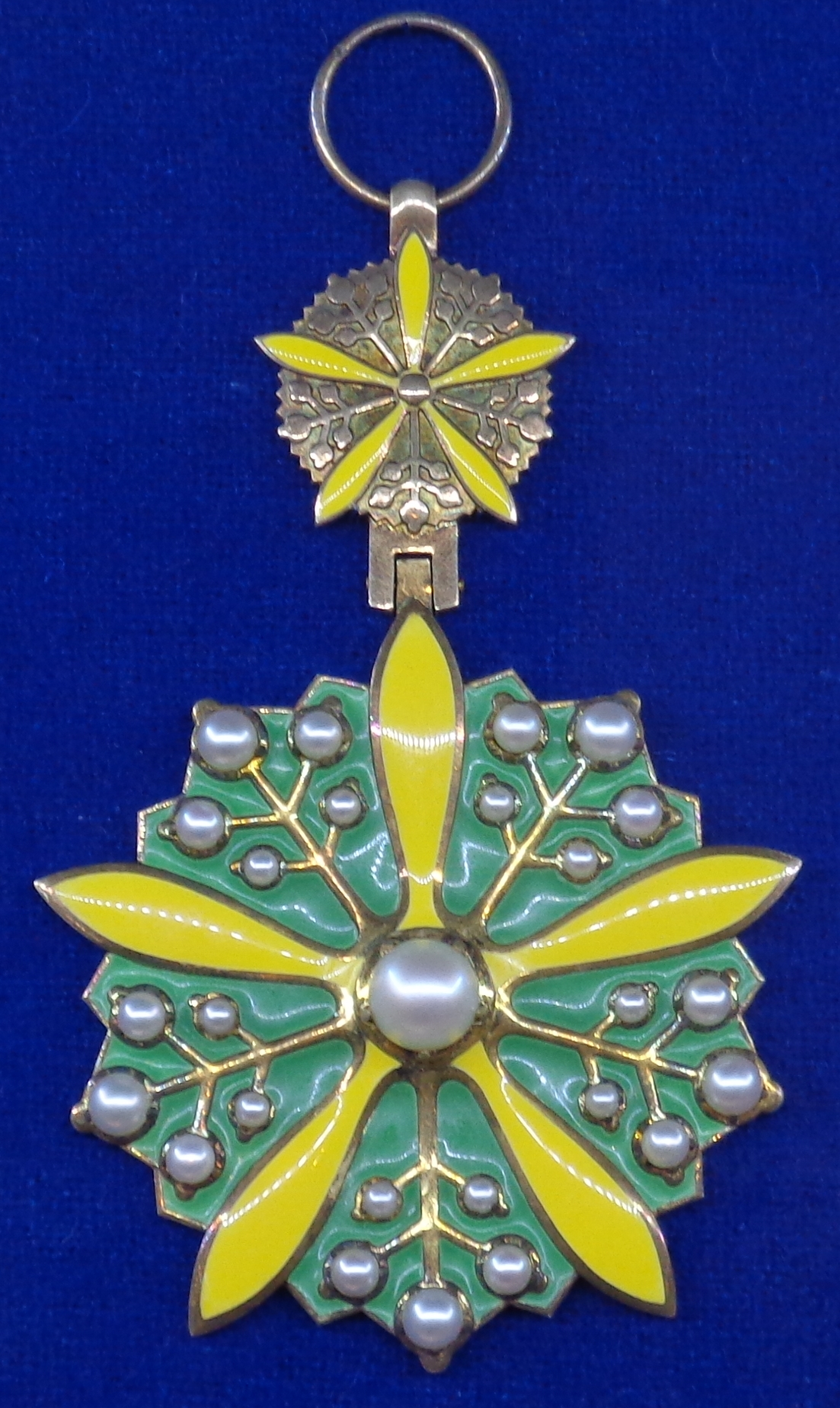
Ordenszeichen

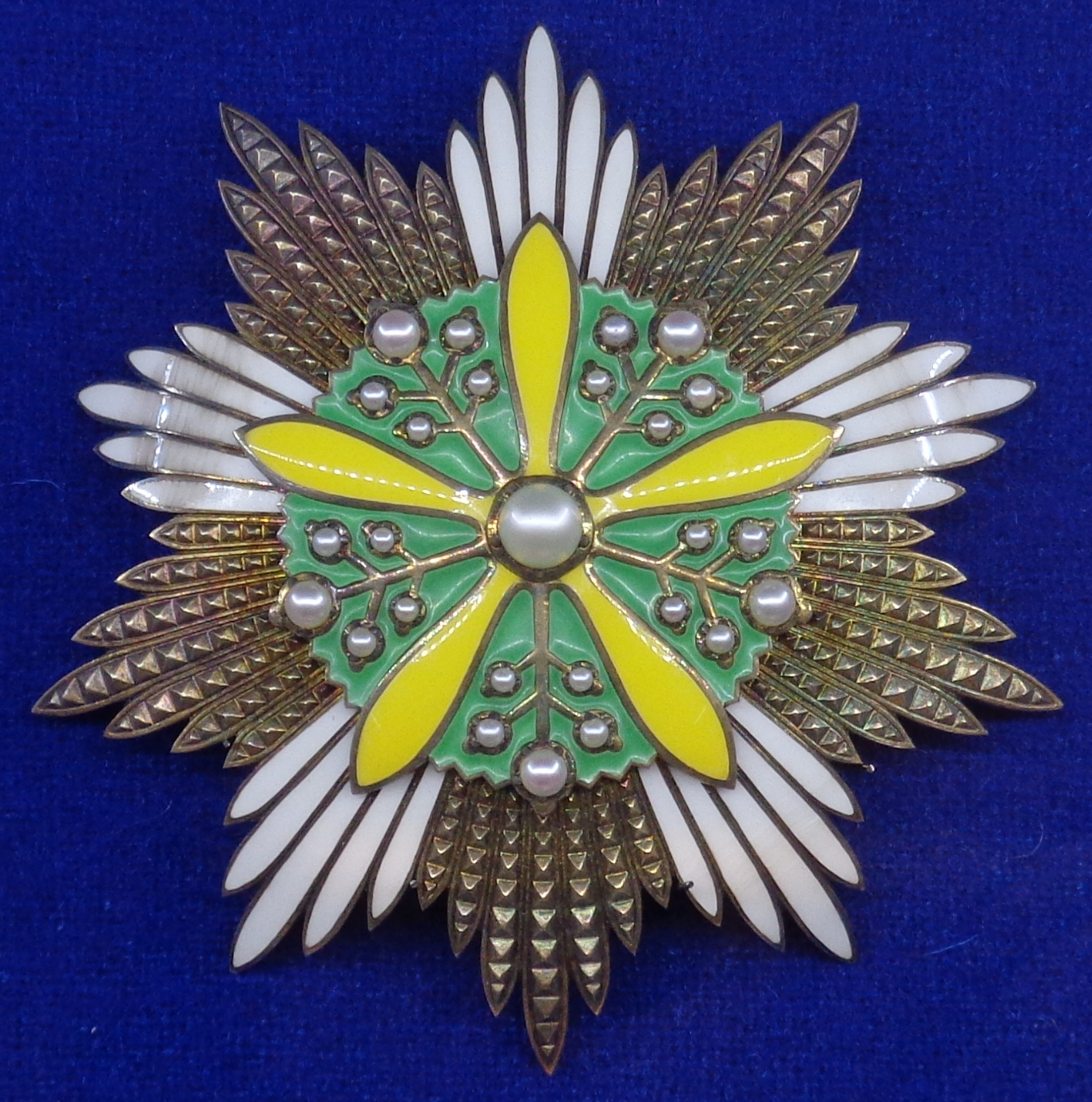
Bruststern

## Ordensklassen
Wie sein japanisches Pendant bestand der Orden aus zwei Klassen:
- Orchideenorden mit Collane
- Orchideenorden am Großen Bande mit Bruststern

Beide Klassen konnten auch gleichzeitig getragen werden.

## Ordensdekoration
Das Ordenszeichen besteht aus einer stilisiert dargestellten Orchideenblüte, deren Blätter gelb sind. Die Winkel des Ordens sind mit fünf Perlen ausgefüllt, die zusammen die jeweils ein weißes Staubgefäß bilden. Der Zwischenraum zwischen den gelben Blättern und der Staubgefäße ist grün emailliert. Als Aufhänger dient hierbei eine ebenfalls stilisiert dargestellte Orchideenblüte, die jedoch nur auf dem Blättern gelb emailliert ist.

## Trageweise
Der Orchideenorden am Band wurde von der rechten Schulter zur linken Hüfte getragen. Das Band selber war dabei gelb mit dunkelgelben Randstreifen versehen, die ein Sechstel der Gesamtbreite des Bandes ausmachten. Der dazugehörige Bruststern besteht aus zehn Strahlenbündeln. Fünf Bündel von je fünf Strahlen sind dabei silbern und glatt gehalten. Die restlichen fünf Bündel sind golden und brillantiert; sie bestehen aus sieben Strahlen. In der Mitte des Bruststerns ist dann das eigentliche Ordenszeichen aufgelegt. Die dazugehörige Rosette ist gelb und zeigt mittig einen orangefarbenen Ring.
Der Orchideenorden als Halskette besteht aus 21 goldenen Gliedern, an deren mittlerem Stück das Ordenskleinod hängt. Die Glieder selber sind mit Schleifen verbunden. Das Kleinod ist dabei dasselbe, wie das des Ordens am großen Bande. Jedes Kettenglied besteht aus im Fünfeck stilisierten Wolken. Exakt die Hälfte (10) dieser Fünfecke umschließen wiederum stilisierte Wolken und sind komplett golden, während die andere zehn Glieder grün gefasste religiöse Embleme umfasst. Am 21. Glied ist das Kleinod befestigt.